# Achełoj
Achełoj (bułg. Ахелой) – rzeka we wschodniej Bułgarii, uchodząca bezpośrednio do Morza Czarnego. Długość – 39,9 km. Rzeka wypływa koło wsi Drjankowec w Karnobacko-Ajtoskiej Płaninie, płynie na wschód i uchodzi do Morza Czarnego na południe od wsi Achełoj. Na rzece istnieje sztuczny zbiornik wodny Achełoj służący nawadnianiu. 
20 sierpnia 917 nad rzeką Achełoj miała miejsce bitwa wojsk bułgarskich cara Symeona z wojskami bizantyjskimi.